# Mihail Iușut
Mihail Iușut (n. 14 iulie 1953 la Giurgiu, județul Giurgiu) a fost un deputat român în legislatura 1990-1992 ales în județul Giurgiu pe listele partidului FSN. În legislatura 1990-1992, Mihail Iușut a fost membru în grupurile parlamentare de prietenie cu Franța și Japonia. În legislatura 1992-1996, Mihail Iușut a fost ales pe listele PDSR. Mihail Iușut  
absolvit Facultatea de Chimie din București și a fost distins cu Premiul Special pentru Creația Științifică Națională.